# Pterygota (género)
Pterygota é um género botânico pertencente à família Malvaceae.
- Commons
- Wikispecies